# Tallulah

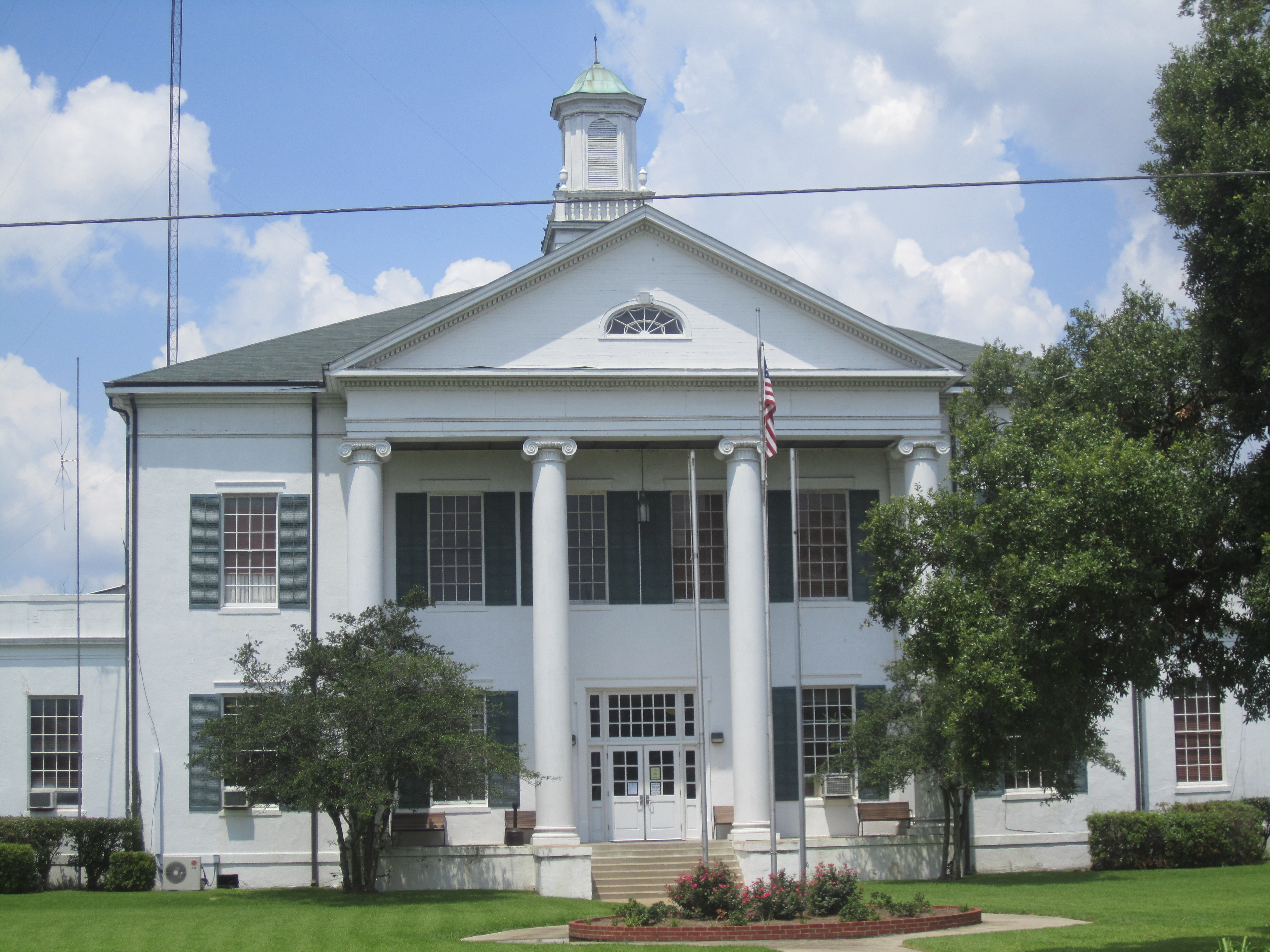
Madison Parish Courthouse

Tallulah (Choctaw-Sprache = „fließendes Wasser“) ist eine gut 6000 Einwohner zählende Kleinstadt mit dem Status City und gleichzeitig Verwaltungssitz (Parish Seat) des Madison Parish im US-amerikanischen Bundesstaat Louisiana.

## Geographie
Tallulah liegt am Fluss Bayou Macon in ca. 26 m Höhe im nordöstlichen Flachland Louisianas und ist rund 12 km vom Mississippi River entfernt. Die Städte Monroe und Jackson liegen ca. 90 km westlich bzw. 100 km östlich. Der Interstate 20 tangiert Tallulah im Süden. Das Klima ist meist warm; Regen (ca. 700–900 mm/Jahr) fällt übers Jahr verteilt.

## Bevölkerung
| Jahr      | 1910 | 1950  | 2000  |
| Einwohner | 847  | 7.758 | 9.189 |

Im Jahr 2012 wurde eine Einwohnerzahl von 7335 Personen ermittelt, was eine deutliche Abnahme um 20,2 % gegenüber 2000 bedeutet. Das Durchschnittsalter der Bewohner lag im Jahr 2012 mit 33,5 Jahren unter dem Durchschnittswert von Louisiana, der 38,5 Jahre betrug. Mit über 79 % stellen Einwohner mit afroamerikanischen Wurzeln den größten Bürgeranteil; Weiße und Hispanics zusammen liegen bei gut 18 %.

## Wirtschaft
Auf den landwirtschaftlich genutzten Flächen der Umgebung wurden und werden Baumwolle, Sojabohnen, Weizen, Reis und Mais angebaut. In der Kleinstadt selbst haben sich Kleingewerbetreibende aller Art niedergelassen; die meisten Arbeitsplätze bieten der Gesundheitssektor, das Bildungswesen und die Stadtverwaltung. Im Jahr 1927 eröffneten die Brüder Bloom die erste Shopping Arcade der USA in Tallulah. Die Delta Southern Railroad Company betreibt eine Eisenbahnlinie, die durch Tallulah führt.

## Geschichte
Der Name der Stadt kam auf ungewöhnliche Art und Weise zustande: Eine verwitwete Plantagenbesitzerin überredete einen einflussreichen Eisenbahnbeamten, die Streckenführung einer neuen Eisenbahnlinie über ihre Ländereien zu führen, um deren Wert zu steigern. Nachdem dies geschehen war, fühlte der Eisenbahnbeamte diesen Gefallen jedoch nicht ausreichend gewürdigt und nannte den Ort nach dem Vornamen einer früheren Freundin Tallulah und nicht nach der Plantage. Die Stadtgründung erfolgte im Jahr 1857.

## Söhne und Töchter der Stadt
- James Silas, Basketballspieler

## Fotos

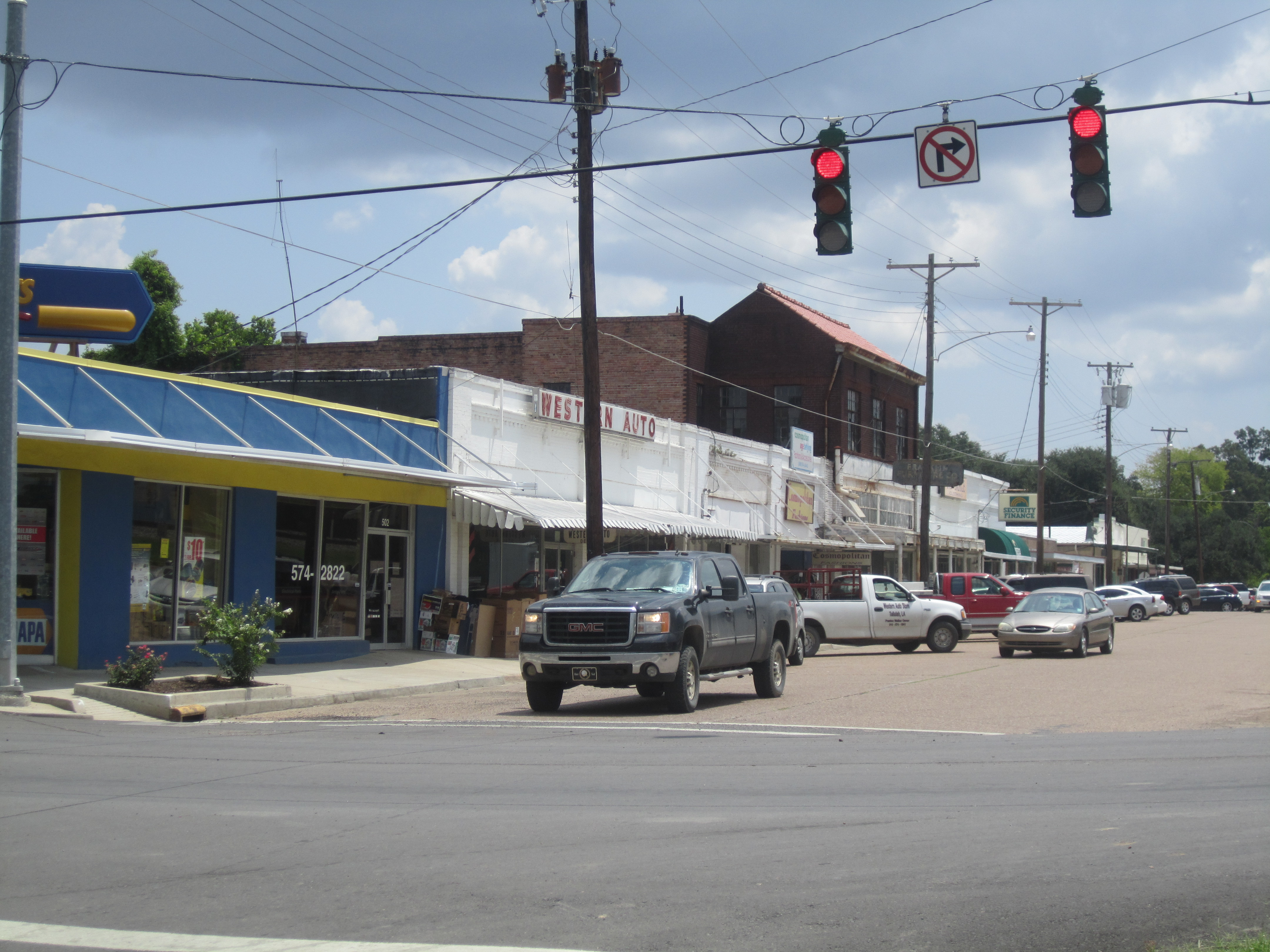
Downtown Tallulah
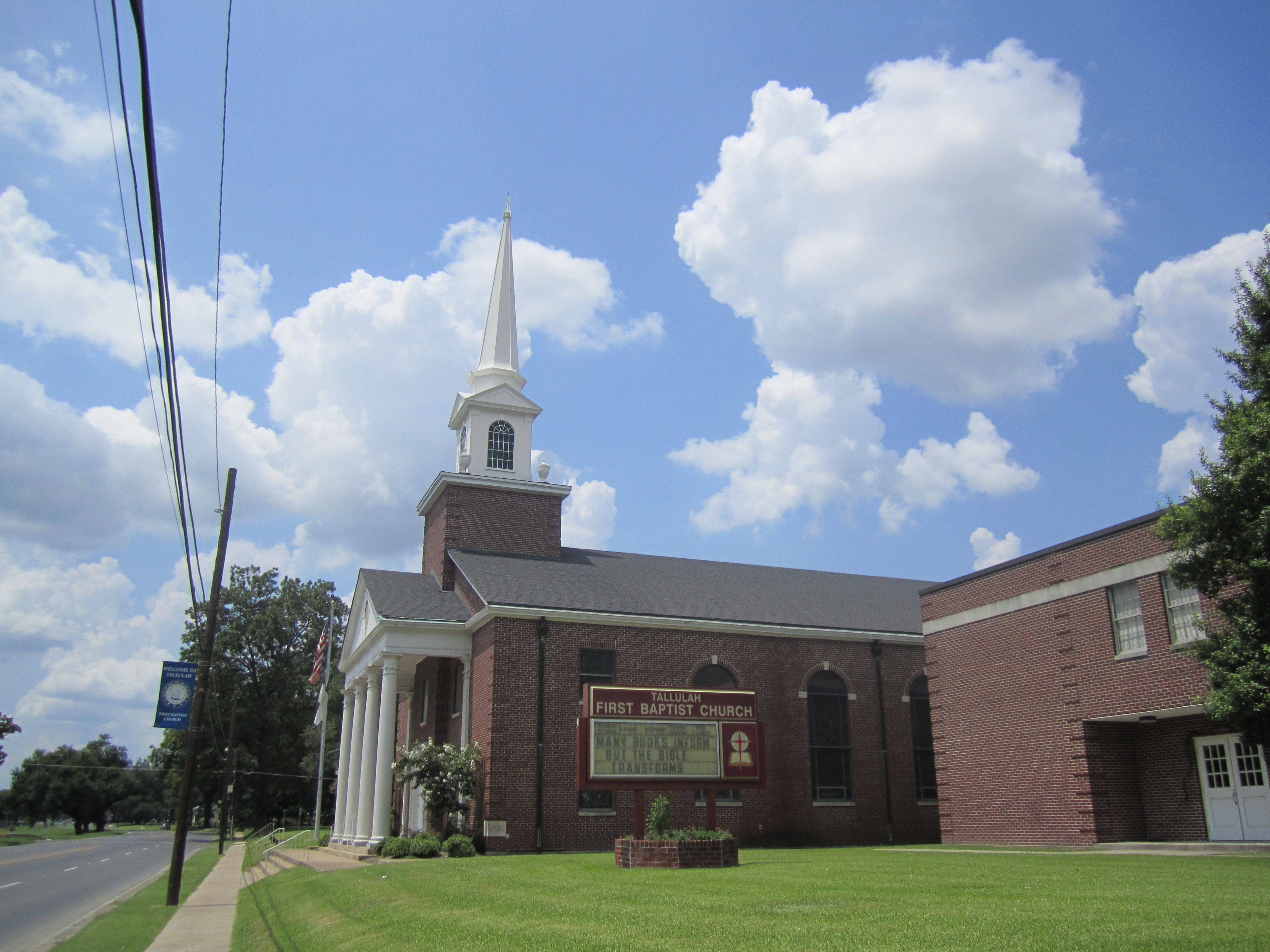
First Baptist Church
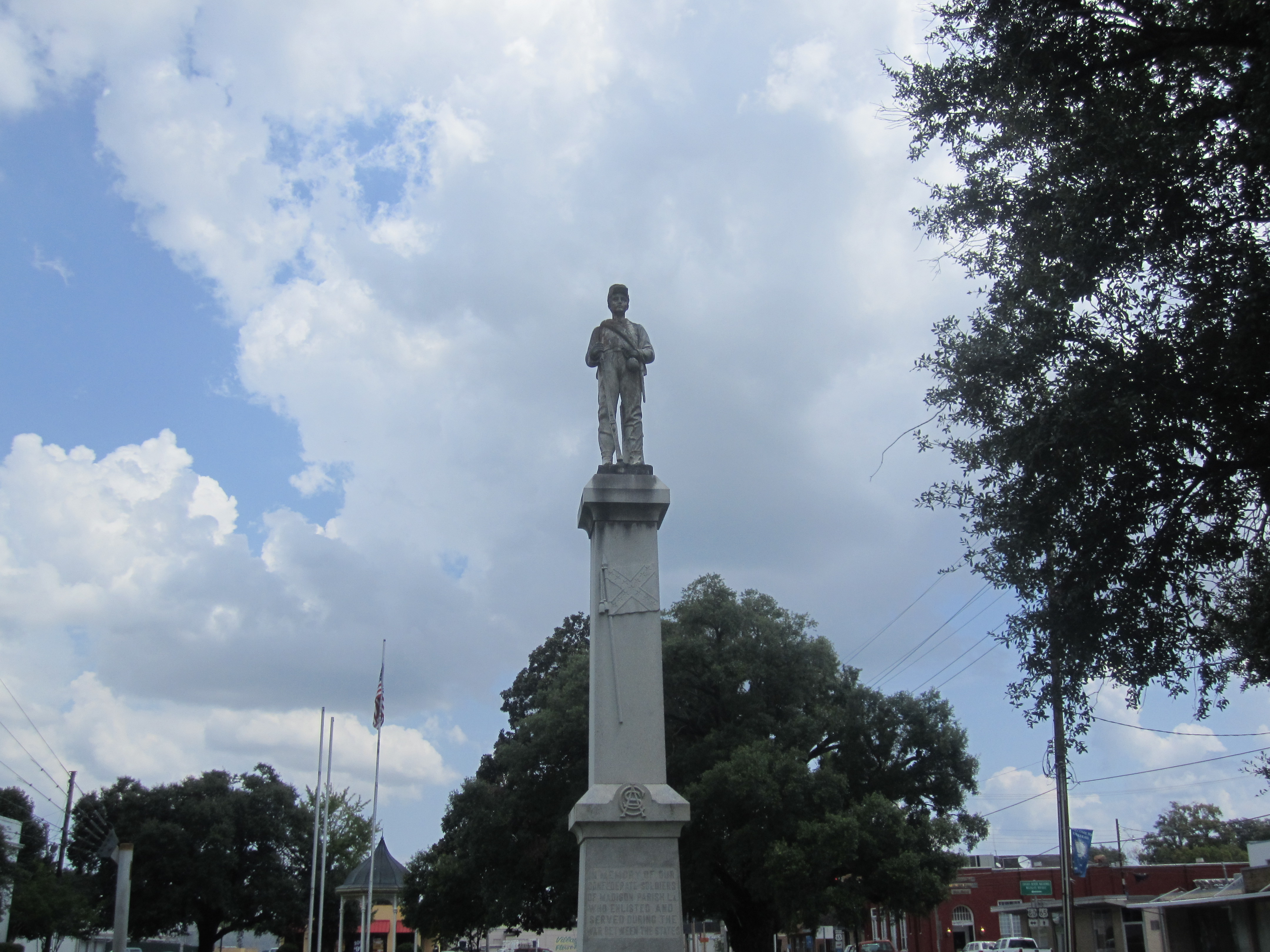
Confederate Soldier Statue